# Femme criant après un chat
La femme qui crie après un chat est un mème Internet diffusé pour la première fois sur Twitter le 1er mai 2019. Il juxtapose deux images : à gauche, une capture d'écran de l'actrice Taylor Armstrong (en) criant, pleurant et pointant du doigt, retenue par Kyle Richards, et, à droite, une photo d'un chat assis à une table derrière une salade avec une expression apparemment confuse.

## Images utilisées

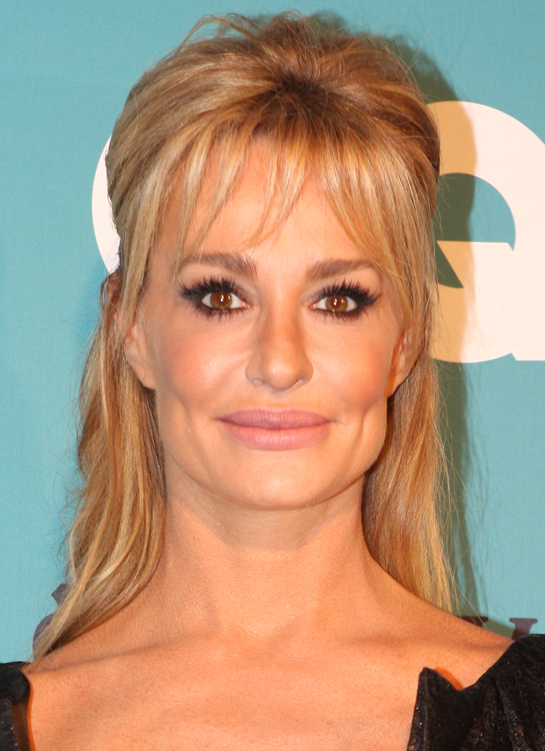
Taylor Armstrong en 2012. Une capture d'écran de celle-ci dans The Real Housewives of Beverly Hills sert d'image de gauche au mème.

L'image à gauche de l'image du mème est une capture d'écran de « Malibu Beach Party From Hell », un épisode de la deuxième saison de The Real Housewives of Beverly Hills (2010- ). L'épisode dépeint une fête sur la plage qui a mal tourné lorsque les femmes au foyer Taylor Armstrong et Camille Grammer se disputent a propos des ragots de cette dernière concernant l'ancien mari d'Armstrong, décédé par suicide à la suite de ce qu'elle prétendait être une relation abusive,. L'image fixe est le moment le plus passionné de l'épisode, où Armstrong en larmes crie et montre du doigt un participant tout en étant retenu par Kyle Richards. Elle est devenue virale à la suite de son inclusion dans un article du Daily Mail publié le lendemain de la diffusion de l'épisode,.
La photo à droite de l'image du mème est celle d'un chat d'Ottawa nommé Smudge, que Miranda Stillabower possédait depuis 2015. Selon Stillabower, il était très antisocial avec les humains à la maison et n'aimait pas ne pas avoir de chaise sur laquelle s'asseoir lorsque ses proches occupaient de l'espace à table. Lors d'un dîner en 2018, alors qu'un invité quittait sa chaise devant laquelle se trouvait de la salade, le chat s'en est rapidement emparé et avait une expression apparemment confuse sur son visage. Stillabower a pris une photo du moment et l'a téléchargée sur le site Tumblr en juin 2018.

## Popularité
La première incarnation du mème « femme criant après un chat » utilisant les deux images a été réalisée par l'utilisateur de Twitter @MISSINGEGIRL le 1er mai 2019, avec la légende « Ces photos ensemble me font perdre la tête ». En un peu plus de trois mois, il a été retweeté plus de 78 000 fois et a recueilli plus de 275 000 appréciations.
Certains journalistes, ainsi que Stillabower elle-même, ont attribué la popularité de « la femme criant après un chat » à sa flexibilité d'utilisation,. Les sujets incluent des scénarios quotidiens tels que des rencontres avec des araignées, des problèmes relationnels liés aux SMS, quelqu'un remarquant un proche se masturbant devant du porno, des débats tels que ceux sur la violence dans les jeux vidéo et sur la prononciation des mots. Parfois, il est accompagné d'autres mèmes, ou les personnages du mème sont remplacés par d'autres.
Le mème a été représenté dans d'autres formats, utilisé comme costumes d'Halloween (en), et pour une pancarte lors d'un événement en septembre 2019 au Guatemala pour protester contre la société minière de San Rafael,. Une recréation du mème utilisant un mod Les Sims 4 a été créée par SimplySimmer19 et téléchargée sur Reddit en avril 2020, recueillant plus de 42 000 votes positifs au cours de ce mois. Plus d'un an après la montée initiale du mème, Bruce Sterling a recréé le mème dans des styles artistiques uniques à plusieurs périodes. Une version en Lego du mème a été réalisée par Ochre Jelly.
Le mème a transformé Smudge en une personnalité Internet, menant à la création d'un site Web officiel de vêtements, de tasses à café et d'autres produits basés sur lui. En décembre 2019, le compte Instagram de Smudge est suivi par 1,4 million de personnes alors que son groupe Facebook « Smudgeposting » possède 23 000 abonnés.
Le mème a été véhiculé par des individus et des institutions notables tels Bruce Davis (en), John Cena, Snoop Dogg et Stefon Diggs. Bibliothèque et Archives Canada utilise le mème dans une publication sur Facebook expliquant pourquoi ses employés manipulent parfois des livres rares à mains nues.
Des publications ont qualifié « une femme criant après un chat » de l'un des meilleurs mèmes de 2019 et de la décennie 2010 , tandis que Smudge lui-même était en tête de la liste 2020 du magazine Time des meilleurs chats en ligne populaires de tous les temps.
"Une femme crie après un chat" a remporté le prix du mème de l'année aux 12e Shorty Awards, remis à Armstrong et Smudge le 3 mai 2020.

## Analyse
Des écrivains ont cité "une femme criant après un chat" comme exemple de l'impact sur la culture pop de la franchise The Real Housewives et de la façon dont les médias précédemment publiés gagnent une seconde vie sur Internet.